# Некрасова, Ирина Сергеевна
Ирина Сергеевна Некрасова (род. 1 марта 1988, Владимировка, Кустанайская область) — казахстанская тяжелоатлетка, заслуженный мастер спорта Республики Казахстан.

## Карьера
Училась в Степногорском спортивном интернате. Тренировалась у Шеченко Сергея Петровича и Оздоева. Выступала за Акмолинскую область.
Серебряный призёр Олимпиады — 2008 в Пекине.
За победу было присвоено звание «Заслуженный мастер спорта Республики Казахстан», вручен орден «Парасат».
После получения казахстанского гражданства Майей Манезой, имеющей лучшие показатели, перестала привлекаться в сборную несмотря на отличные показатели. Так, например, на чемпионате Казахстана 2012 года в Талдыкоргане Некрасова была второй (после Манезы) с суммой 257 кг (121+136). Манезе же суммы 245 кг (110+135) хватило для победы на Олимпиаде-2012 в Лондоне.
Студентка юридического факультета Кокшетауского университета.

## Использование допинга
24 августа 2016 года Международная федерация тяжёлой атлетики сообщила о неблагоприятных результатах повторных анализов допинг-проб взятых у спортсменки на Олимпийских Играх в Пекине в 2008 году. В пробе был найден анаболический стероидный препарат Станозолол.